# Bahía Sanguineto
La  bahía Sanguineto también llamada bahía Sanguinetti es un cuerpo de agua ubicado en el extremo sur del Golfo San Jorge, en la costa norte de la Provincia de Santa Cruz (Argentina). Se encuentra aproximadamente en la posición geográfica 47°05′05″S 66°11′13″O / -47.08472, -66.18694, entre Cabo Tres Puntas y Bahía Mazaredo (o Mazarredo). 

## Toponimia
El nombre de la bahía es en honor al capitán de fragata Pedro Pablo Sanguineto, un Capitán de fragata, de la Real Armada Española que navegó por la costa atlántica sudamericana y fue gobernador de las Islas Malvinas entre el 1° de mayo de 1791 hasta el 1° de marzo de 1792. Posteriormente el nombre se habría deformado a Sanguinetti, volviéndose este último más común hoy en día.

## Geomorfología y geología
Esta localidad fue descubierta por Carlos Ameghino en 1896 y resultó de interés por presentar una sucesión de sedimentos fosilíferos pampianos y patagónicos. Posteriormente fue estudiado por diversos investigadores, como Florentino Ameghino, Tourneouër, Feruglio y Parodi. Posteriormente se harían nuevos estudios en la década de 1980.
La costa de la bahía es acantilada, el cual adquiere en algunos sectores alturas superiores a 140 metros sobre el nivel del mar, constituyendo una terraza marina pleistocénica con cordones marinos de cantos rodados y fósiles.
En el año 1928 se realizaron tareas hidrográficas en Bahía Sanguinetti, estas estuvieron hechas por el personal del Transporte 1.º de Mayo bajo el comando del Teniente de Navío Pedro Luisioni.

## Reserva Natural Monte Loayza
Esta bahía constituye el extremo oriental de la Reserva Natural Monte Loayza de la Provincia de Santa Cruz, creada en el año 2004 por medio de la Ley Provincial n.º 2.737. En la zona de bahía Sanguinetti existe una importante fauna marina, en especial aves marinas, como por ejemplo, cormoranes grises, de cuello negro y real. También se registra la presencia de gaviota cocinera, gaviotín de pico amarillo y gaviotín sudamericano. También se encuentran restos arqueológicos dispersos en los distintos sectores de este tramo de costa, principalmente compuestos por concheros, y algunos entierros humanos.